# 1916 في بلغاريا
فيما يلي قوائم الأحداث التي وقعت خلال عام 1916 في بلغاريا.

## سياسة

### تعيين في المنصب
- 7 سبتمبر – فاسيل رادوسلافوف Minister of Interior of Bulgaria  [لغات أخرى]‏.

## مواليد

### مارس
- 1 مارس – جورجي باتشيدزييف لاعب كرة قدم بلغاري.

## وفيات

### ديسمبر
- 10 ديسمبر – نيكولا بتروف (مواليد 1881) رسام بلغاري.